# Lepidotheca macropora
Lepidotheca macropora is een hydroïdpoliep uit de familie Stylasteridae. De poliep komt uit het geslacht Lepidotheca. Lepidotheca macropora werd in 1986 voor het eerst wetenschappelijk beschreven door Cairns. 